# آمونیوس ساکاس
آمونیوس ساکاس (زبان یونانی: Ἀμμώνιος Σακκᾶς؛ ۱۷۵ – ۲۴۲) فیلسوف اهل روم باستان بود. وی از بنیان‌گذاران فلسفه نوافلاطونی به‌شمار می‌رود.